# Jadeitové zelí
Jadeitové zelí (čínsky pchin-jinem Cuìyù Báicài, znaky 翠玉白菜) je starožitná čínská soška, která je vyřazána z jednoho kusu jadeitu. Má rozměry 18,7×9,1×5,1 cm a znázorňuje realisticky hlávku pekingského zelí, mezi jejímiž listy se nacházejí dva kusy hmyzu: saranče a kobylka. Tvůrce využil přirozeného zbarvení kamene přecházejícího od bílé po tmavě zelenou a podařilo se mu zušlechtit nekvalitní materiál s četnými prasklinami, jimiž znázornil žilkování listů. 

Originál je uložen v Národním palácovém muzeu v Tchaj-peji, kde je vystaven na ozdobném dřevěném stojanu. Společně s Jaspisovým masem a Kotlíkem pana Mao tvoří trojici nejpopulárnějších exponátů, zvanou „Tři poklady“. Nemá však dostatečnou historickou a uměleckou hodnotu, aby byla vyhlášeno národní památkou. V muzejní restauraci se podává napodobenina artefaktu ze skutečného zelí s krevetami. 
Tvůrce sochy ani rok vzniku není znám. Předpokládá se, že vznikla v devatenáctém století a byla součástí věna Wen-ťing, druhé manželky císaře Kuang-sü. Původně byla uložena v Paláci věčné harmonie (Jung-che-kung) v pekingském Zakázaném městě. Po zrušení monarchie se stala exponátem palácového muzea a v roce 1949 byla kuomintangskou vládou odvezena na Tchaj-wan.
Podle jednoho výkladu díla, který se odvolává na knihu Š’-ťing, symbolizují bílé řapíky čistotu nevěsty a hmyz její plodnost. Slabinou tohoto tvrzení je skutečnost, že na zelí je vyobrazen jiný druh kobylky, než který je zmíněn v odkazované básni. 
V roce 2009 vznikl skandál po prozrazení, že kopie artefaktu prodávané jako suvenýry se na Tchaj-wan dovážejí z pevninské Číny.
V roce 2014 se soška poprvé dostala do zahraničí, když byla vystavena v Národním muzeu v Tokiu a Národním muzeu Kjúšú v Dazaifu. Během čtrnácti dní ji zhlédlo 150 000 lidí.